# Gårtjärnen (Sunne socken, Värmland)
Gårtjärnen är en sjö i Sunne kommun i Värmland och ingår i Göta älvs huvudavrinningsområde.